# Dan Gilroy
Daniel Christopher Gilroy, conosciuto come Dan Gilroy (Santa Monica, 24 giugno 1959), è uno sceneggiatore e regista statunitense.

## Vita privata
Dan è figlio del drammaturgo, vincitore del Premio Pulitzer, Frank D. Gilroy e della scultrice e scrittrice Ruth Dorothy Gaydos. È fratello di Tony Gilroy, con cui ha co-scritto il film The Bourne Legacy. Ha anche un fratello gemello di nome John che lavora nel cinema come montatore.
Dan è sposato con l'attrice Rene Russo dal 1992, ed hanno avuto una figlia nel 1993 di nome Rose.

## Biografia
Dan Gilroy si laurea all'università Dartmouth College. Il suo primo script per Hollywood arriva nel 1992, quando co-scrive il film Freejack - In fuga nel futuro, mentre nel 1994 scrive la commedia Una bionda sotto scorta diretta da Dennis Hopper. Nel 2005 scrive la storia originale e la sceneggiatura del film Rischio a due, con Al Pacino, Matthew McConaughey e la moglie Rene Russo. È stato anche uno dei tanti sceneggiatori che hanno lavorato al film mai realizzato Superman Lives.
Nel 2014 ha realizzato la sua prima regia cinematografica, con il film Lo sciacallo - Nightcrawler, che narra la storia di uno spregiudicato giornalista d'assalto, disposto veramente a tutto pur di ottenere strepitosi articoli su atroci crimini di Los Angeles. Il film viene acclamato dalla critica e dal pubblico, in particolare per l'interpretazione del protagonista interpretato da Jake Gyllenhaal, e fa guadagnare a Gilroy una nomination ai Premi Oscar 2015 per la miglior sceneggiatura originale.

## Filmografia

### Sceneggiatore

#### Cinema
- Freejack - In fuga nel futuro (Freejack), regia di Geoff Murphy (1992)
- Una bionda sotto scorta (Chasers), regia di Dennis Hopper (1994)
- Rischio a due (Two for the Money), regia di D. J. Caruso (2005)
- The Fall, regia di Tarsem Singh (2006)
- Real Steel, regia di Shawn Levy (2011)
- The Bourne Legacy, regia di Tony Gilroy (2012)
- Lo sciacallo - Nightcrawler (Nightcrawler), regia di Dan Gilroy (2014)
- Kong: Skull Island, regia di Jordan Vogt-Roberts (2017)
- End of Justice - Nessuno è innocente (Roman J. Israel, Esq.), regia di Dan Gilroy (2017)
- Velvet Buzzsaw, regia di Dan Gilroy (2019)

#### Televisione
- City of Light, serie TV (2007)
- Andor – serie TV, 6 episodi (2022-2025)

### Regista
- Lo sciacallo - Nightcrawler (Nightcrawler) (2014)
- End of Justice - Nessuno è innocente (Roman J. Israel, Esq.) (2017)
- Velvet Buzzsaw (2019)

### Produttore
- Rischio a due (Two for the Money), regia di D. J. Caruso (2005)

## Riconoscimenti
- 2015 – Premio Oscar
  - Candidatura per la miglior sceneggiatura originale per Lo sciacallo - Nightcrawler
- 2015 – British Academy Film Awards
  - Candidatura per la miglior sceneggiatura originale per Lo sciacallo – Nightcrawler
- 2015 – Writers Guild of America Award
  - Candidatura per la miglior sceneggiatura originale per Lo sciacallo – Nightcrawler
- 2014 – Gotham Awards
  - Candidatura per il miglior regista emergente per Lo sciacallo – Nightcrawler
- 2015 – Independent Spirit Awards
  - Miglior sceneggiatura per Lo sciacallo – Nightcrawler
  - Miglior film d'esordio per Lo sciacallo – Nightcrawler
- 2015 – Satellite Awards
  - Miglior sceneggiatura originale per Lo sciacallo – Nightcrawler
- 2014 – Critics' Choice Movie Award
  - Candidatura per la miglior sceneggiatura originale per Lo sciacallo – Nightcrawler
- 2014 – St. Louis Gateway Film Critics Association Awards
  - Candidatura per la miglior sceneggiatura originale per Lo sciacallo – Nightcrawler
- 2023 – Writers Guild of America Award[1]
  - Candidatura per la miglior sceneggiatura in una serie televisiva per Andor